# Carlos Alberto Arroyo del Río

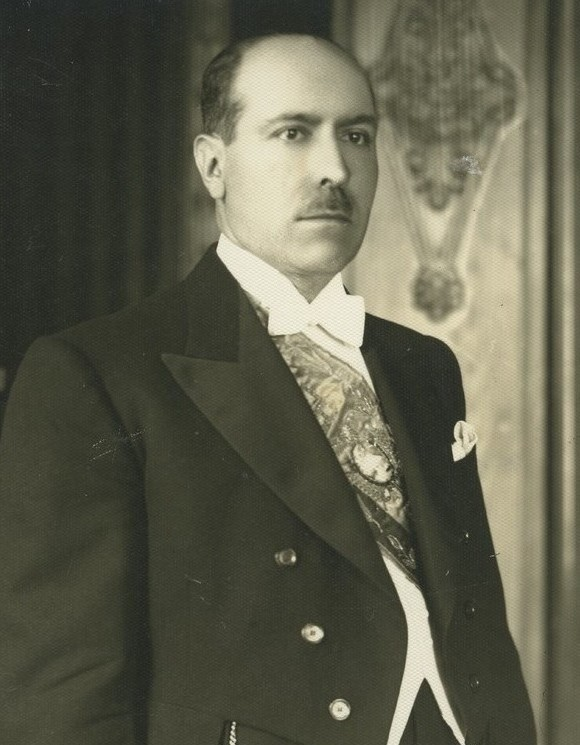
Carlos Alberto Arroyo del Río

Carlos Alberto Arroyo del Río (* 27. November 1893 in Guayaquil; † 31. Oktober 1969 ebenda) war ein ecuadorianischer Jurist und Politiker der Partido Liberal Radical Ecuatoriano und vom 17. November 1939 bis 10. Dezember 1939 und vom 1. September 1940 bis 28. Mai 1944 Präsident seines Landes.

## Leben
Er studierte an der Universität Guayaquil Jura und promovierte in diesem Fach im Jahr 1914. Danach arbeitete er als Dozent an derselben Universität. 1916 zog er zum ersten Mal ins Parlament ein. 1924 wurde er Senator. Ab 1935 war er Vorsitzender der Liberalen Partei. Nach dem Tod des Nachfolgers Velasco Ibarras Aurelio Mosquera Narváez 1939 übernahm Arroyo del Río als Senatspräsident für kurze Zeit die Präsidentschaft Ecuadors. Um bei den Präsidentschaftswahlen 1940 antreten zu können, übergab er die Präsidentschaft an Andrés Córdova. Arroyo wurde im Januar 1940 zum Präsidenten Ecuadors gewählt.
In die Amtszeit Arroyo del Ríos fiel die peruanische Invasion 1941, die große Verluste für Ecuador bedeutete. Im Mai 1944 wurde Arroyo del Río durch einen Aufstand junger Offiziere in Guayaquil (La Gloriosa) gegen die liberale Vorherrschaft gestürzt.